# Albert Cohen
Albert Cohen (Paris, 29 de junho de 1965 é um matemático francês, que trabalha com wavelets e métodos de compressão de imagens.
Cohen estdou de 1984 a 1987 na École polytechnique e obteve um doutorado em 1990 na Universidade Paris-Dauphine, orientado por Yves Meyer, com a tese Ondelettes, Analyse Multiresolution et Traitement Numerique du Signal. No pós-doutorado esteve no Bell Labs em Murray Hill, Nova Jérsei. Obteve a habilitação em 1992 em e foi de 1993 a 1995 professor assistente na École Nationale Supérieure de Techniques Avancées (ENSTA) em Paris. A partir de 1995 foi professor no Laboratório Jacques Louis-Lions da Universidade Pierre e Marie Curie.
Recebeu o Prix Jacques Herbrand de 2000. Foi Lista de palestrantes do Congresso Internacional de Matemáticos em Pequim (2002: Adaptive methods for PDE´s: Wavelets or Mesh Refinement?).

## Obras
- Numerical Analysis of Wavelet Methods, Elsevier 2003